# The Uncensored Library
The Uncensored Library é um servidor e mapa do Minecraft lançado pelo Repórteres sem Fronteiras e criado pela BlockWorks, DDB Berlim e MediaMonks como uma tentativa de contornar a censura em países sem liberdade de imprensa. A biblioteca contém relatórios e reportagens proibidos oriundos inicialmente do México, Rússia, Vietnã, Arábia Saudita e Egito; posteriormente houve a adição de Belarus e Brasil. Uma ala inteira é dada a cada país, cada uma contendo vários artigos proibidos. A biblioteca foi lançada em 12 de março de 2020, no Dia Mundial contra a Censura Cibernética. Atualmente, as duas maneiras de acessar a livraria são fazer o download do mapa no site oficial ou se conectar ao servidor do Minecraft.

## Design
A biblioteca é um projeto de larga escala construído em um estilo arquitetônico neoclássico. Pretende assemelhar-se a instituições bem estabelecidas, como a Biblioteca Pública de Nova Iorque, bem como fazer alusão estilística às estruturas autoritárias que o projeto busca subverter. A biblioteca usa mais de 12,5 milhões de blocos do Minecraft.

## Formato
Cada um dos sete países cobertos pela livraria, assim como o Repórteres sem Fronteiras, possui uma ala individual contendo uma série de artigos, disponíveis em inglês e no idioma original em que o artigo foi escrito. Os textos da biblioteca estão contidos em itens de livros do jogo, que podem ser abertos e colocados em estantes para serem lidos por vários jogadores ao mesmo tempo. Estes artigos geralmente discutem censura, punição injusta e outras críticas ao governo do país natal do escritor. A arquitetura interior das salas de cada país simboliza a situação única de cada um e seus desafios jornalísticos. Além disso, a biblioteca contém uma sala central listando o Índice de Liberdade de Imprensa e o estado atual da liberdade de imprensa de todos os países cobertos pelo índice, e a seção mexicana contém memoriais para os repórteres que foram mortos devido a seus escritos. No total, a biblioteca contém mais de 200 livros diferentes.

### Sala da COVID-19
Uma sala adicional foi adicionada à biblioteca para cobrir questões de liberdade de imprensa em torno do tópico da pandemia de COVID-19. Ela contém livros sobre diversos países para mostrar como a notificação do vírus em cada um foi afetada.

## Recepção
Após o lançamento, o projeto foi destaque em vários meios de comunicação, como a BBC, Deutsche Welle, CNBC e CNN, entre diversos outros. Meios de comunicação lusófonos, como O Globo, também repercutiram a biblioteca virtual.